# Triumph 2000/2.5PI/2500
Los Triumph 2000 fueron una familia de automóviles de tamaño medio y propulsión trasera producidos en  Coventry por la Triumph Motor Company  entre 1963 and 1977. A partir de 1968 estuvo disponible con un motor de mayor capacidad y comercializado como Triumph 2.5PI, Triumph 2500, Triumph 2500TC y Triumph 2500S

## Motor
El 2000 empleaba el  motor de seis cilindros en línea de origen Standard Vanguard.  La compresión se aumentó desde los 8.0:1 originales del bloque Standar hasta los 8.5:1 en los Triumph pudiendo aprovechar la disponibilidad de gasolinas de superior octanaje.  El aumento de compresión junto con el uso de dos carburadores Stromberg 150 CD, hizo posible el aumento de la potencia hasta los 90 cv desde los 80 originales.

## Chasis y transmisión
La suspensión era independiente en ambos trenes. El tren delantero utilizaba un sistema de triángulos superpuestos convencional, recurriendo en el trasero a un novedoso sistema de brazos semitirados, en un esquema muy similar al de los BMW de las siguientes décadas. La transmisión de serie utilizaba una caja de cuatro velocidades manual con las opciones de overdrive o una transmisión automática Borg-Warner Type 35 de tres velocidades.).  Los frenos empleaban un sistema mixto de discos delanteros y tambor trasero con asistencia de serie y la dirección de cremallera podía ser asistida opcionalmente.

## Posicionamiento
El Triumph 2000 competía  con su contemporáneo el  Rover P6 2000 en el sector de los dos litros premium que ellos mismos habían creado, con unos gastos de utilización menores a los asociados a los Jaguar o Rover comercializados anteriormente sin renunciar a su empaque, aunque en el caso del Rover sólo estaba inicialmente disponible con motores de cuatro cilindros. El lanzamiento de los dos modelos rivales y su vida comercial fue paralela pues aparecieron en octubre de 1963 con apenas una semana de diferencia  y tras la absorción de Triumph y Rover por la Leyland Motor Corporation ambos fueron reemplazados por el Rover SD1.